# Phong Bình, thị xã Phong Điền
Phong Bình là một xã thuộc thị xã Phong Điền, thành phố Huế, Việt Nam.

## Địa lý
Xã Phong Bình có diện tích 17,19 km², dân số năm 1999 là 7.419 người, mật độ dân số đạt 432 người/km².

## Hành chính
Xã Phong Bình được chia thành 12 thôn: Đông Mỹ, Đông Phú, Đông Trung Tây Hồ, Hòa Viện, Rú Hóp, Siêu Quần, Tả Hữu Tự, Tây Phú Phò Trạch, Tây Phú Vân Trình, Triều Quý, Trung Thạnh, Vĩnh An.

## Lịch sử
Ngày 30 tháng 11 năm 2024:
- Quốc hội ban hành Nghị quyết số 175/2024/QH15[3] về việc thành lập thành phố Huế trực thuộc trung ương trên cơ sở toàn bộ diện tích và dân số tỉnh Thừa Thiên Huế.
- Ủy ban Thường vụ Quốc hội ban hành Nghị quyết số 1314/NQ-UBTVQH15[4] về việc sắp xếp đơn vị hành chính cấp huyện, cấp xã của thành phố Huế giai đoạn 2023 – 2025 (nghị quyết có hiệu lực từ ngày 1 tháng 1 năm 2025). Theo đó, thành lập thị xã Phong Điền thuộc thành phố Huế. Xã Phong Bình trực thuộc thị xã Phong Điền.